# Gens Nevia
Gens Nevia, fue una gens plebeya de origen fenicio. Parece que los Naevii Balbi se establecieron en España, en Gades, donde se hicieron famosos por su riqueza. No siendo romanos, no fueron citados hasta el final de la II Guerra Púnica (218 - 202 a. C.) cuando uno de sus miembros, Q. Naevius Matho, fue nombrado pretor,  pero ninguno de sus miembros obtuvo el consulado durante la República, hasta 30 d. c., cuando L. Naevius Surdinus, fue ordenado cónsul, e hizo florecer la fama de su familia. Según el poeta Festo el praenomen latino Gneus derivaría de Naevius, del latino clásico «quiere», «mancha». Otros nombres atribuidos a la gens Naevia bajo el periodo de la República fueron Matho y Balbus.